# 学校法人白木学園
学校法人白木学園（がっこうほうじんしらきがくえん）とは、福岡県飯塚市飯塚13-20に本部を置く学校法人である。飯塚文化専門学校を経営している。
過去には嘉穂女子高等学校（現近畿大学附属福岡高等学校）を運営していた。創立者は白木チズ。

## 沿革
- 1938年 - 福岡県飯塚市に洋裁学校を開校
- 1948年4月 - 家政学校を新制嘉穂家政高等学校に移管
- 1952年4月 - 嘉穂家政高等学校を嘉穂女子高等学校と改称
- 1965年3月 - 嘉穂女子高等学校を学校法人近畿大学に売却
- 1965年4月 - 飯塚文化白木学園（現飯塚文化専門学校）を現校地に開校